# Luís de Moura Furtado
Luís de Moura Furtado (Lisboa, 1793 — Lisboa, 4 de fevereiro de 1850) foi um oficial do Exército Português, onde atingiu o posto de brigadeiro, que exerceu importantes funções de comando militar, entre as quais as de comandante da 10.ª Divisão Militar. Ocupou também cargos políticos de relevo, entre os quais o de governador da Província Oriental dos Açores. Reformou-se como marechal-de-campo em 1847.